# Kamishichiken
Kamishichiken è un quartiere della città giapponese di Kyoto.
Situato nella parte nordoccidentale della città, appena ad est del santuario Kitano, è il più antico dei cinque hanamachi (quartieri delle geishe) dell'antica capitale imperiale, sebbene sia forse il meno noto al di fuori del Giappone essendo l'unico dei cinque (gli altri sono Gion-Kobu, Gion-Higashi, Pontochō e Miyagawachō) a non gravitare intorno all'affollata zona circostante il santuario di Yasaka.
Il nome Kamishichiken significa letteralmente "sette case alte" e si riferisce alle sette case da tè che furono costruite con il materiale avanzato dalla ricostruzione del santuario Kitano durante l'era Muromachi (1333-1573).
Il quartiere è situato in un'area di Kyoto rinomata per la sua produzione di stoffe tessute a mano e le sue strade tranquille sono caratterizzate da edifici di legno di colore scuro, principalmente okiya (case di geishe) e ochaya (case da tè). Le geishe di Kamishichiken hanno fama di essere particolarmente delicate e riservate, poco numerose ma estremamente abili nella danza e nell'arte di suonare gli strumenti tradizionali. Oggi a Kamishichiken si stima che vi siano circa 25 tra maiko e geiko e 11 case da tè.
A febbraio di ogni anno presso il santuario Kitano si tiene il Baika Sai (Festa dei susini), con spettacoli eseguiti da geiko e maiko. L'annuale danza del quartiere, la Kitano Odori (Danza di Kitano), si tiene invece in aprile. Durante i mesi estivi di luglio e agosto viene aperto al pubblico un "giardino della birra" in cui dalle sei del pomeriggio alle dieci di sera si può provare il raro privilegio di essere serviti da maiko e geiko.